# Coșernița
Coșernița es una comuna y pueblo de la República de Moldavia ubicada en el distrito de Criuleni.
En 2004 la comuna tiene una población de 1444 habitantes, de los cuales 1389 son étnicamente moldavos-rumanos y 36 rusos.
Se ubica unos 15 km al noreste de Chisináu, sobre la carretera R4 y cerca del río Dniéster.